# Familia por elección
Familia por elección (en hangul, 조립식 가족; en hanja, 組立式 家族; McCune-Reischauer, Choripshik kajok) es una serie de televisión surcoreana escrita por Hong Si-young, dirigida por Kim Seung-ho y protagonizada por Hwang In-yeop, Jung Chae-yeon, Bae Hyun-sung y Seo Ji-hye. Se emitió por el canal JTBC desde el 9 de octubre hasta el 27 de noviembre de 2024, a razón de dos episodios seguidos cada miércoles a partir de las 20:50 (hora local coreana). Está disponible además en las plataformas Viu para gran parte de Asia, U-Next específicamente para Japón, y Viki para Europa, América, Medio Oriente, Oceanía e India.

## Sinopsis
Kim San-ha, Yoon Ju-won y Kang Hae-jun son tres personas que, aunque no tienen parentesco de sangre, forjan un vínculo inquebrantable durante su adolescencia. Criados bajo el cuidado devoto del padre de Ju-won, Yoon Jeong-jae, dueño de un restaurante, y del padre de San-ha, Kim Dae-wook, crecen juntos como una familia. Sin embargo, las circunstancias alejan a San-ha y Hae-jun de esta singular familia. Una década después, los tres se reúnen, descubren recuerdos enterrados durante mucho tiempo y reavivan las profundas conexiones que dieron forma a sus vidas.

## Reparto

### Principal
- Hwang In-yeop como Kim San-ha, médico residente ortopédico del Hospital Universitario de Haedong, un hombre que parece no tener remordimientos y una apariencia que atraerá a cualquiera. Por alguna razón, se está distanciando extrañamente de su padre Dae-wook.[5][6][7]
- Jung Chae-yeon como Yoon Joo-won, una mujer llena de energía positiva y fuerte también fue amada y criada por su padre. Considera al hombre que vive arriba, Dae-wook, a su hijo San-ha e incluso a Kang Hae-joon, a quien trajo su padre, como su verdadera familia.[5][8][9]
- Bae Hyun-sung como Kang Hae-joon, el hijo a quien su madre dejó atrás y que Yoon Jung-jae ha querido desde la infancia, tratándolo como si fuera propio. Se dedica al baloncesto con el deseo de corresponder a su padre, apasionado de este deporte.[5][10]
- Choi Won-young como Yoon Jung-jae, el padre de Joo-won. Tiene un restaurante de kalguksu en el barrio y percibe el estado de ánimo de los niños sin necesidad de que ellos digan nada. Muestra más afecto hacia Hae-joon que su propio padre y siempre quiere hacer algo más por él.[1][11]
- Choi Moo-sung como Kim Dae-wook, el padre de San-ha. Es un oficial de policía con una personalidad inflexible, sincera y amable. Después de romper con su esposa, cría tres hijos con Jung-jae.[1][11]

### Secundario

#### Entorno de San-ha
- Kim Hye-eun como Kwon Jeong-hee, la madre de San-ha, con el que se reencuentra tras haber vivido separados mucho tiempo.[12][13]
- Yang Hyun-seo como Jung So-hee, hermanastra de San-ha, hija de Jeong-hee.[14]
  - Kim Min-chae como Jung So-hee de adolescente.

#### Entorno de Hae-joon
- Baek Eun-hye como Kang Seo-hyeon, la madre de Hae-joon, al que crio sola cuando los abandonó el padre de él; pero luego, cuandó tenía solo nueve años, fue ella la que desapareció.[13][15]
- Min Ji-ah como la hermana de Kang Seo-hyun y tía de Hae-joon.[16]

#### Amigos de la escuela secundaria Haedong
- Seo Ji-hye como Park Dal, la mejor amiga de Joo-won, que fue una estudiante modelo que vivió siempre según las expectativas de su madre de que ingresara en la Universidad Nacional de Seúl. Después se hizo abogada, dejó a su madre en Seúl buscando su independencia. Mientras vive cada día de forma asfixiante, se enamora de Hae-joon.[17][18]
- Yoon Sang-hyeon como Lee Jun-ho, que fue rechazado por Joo-won cuando estaban en la escuela. Ahora es médico del Hospital Universitario de Myeongju.[14][16]
- Yoon Woo como Yoon Seok-hoon, el mejor amigo de Hae-joon y la única persona con la que puede compartir secretos; es profesor de educación física, y está casado con Jae-eun.[14]
- Ha Seo-yoon como Do Hee-joo, la exnovia de Hae-joon, residente en el Hospital Universitario de Myeongju.[16][19]
- Baek Ye-in como Kang Jae-eun, compañera de clase de Joo-won y Dal, con un encanto peculiar y vivaz. Es la esposa de Seok-hoon.[20]
- Cha Se-jin como Cha Min-soo, compañero de equipo de baloncesto de la escuela secundaria de Kang Hae-joon.[21]

#### Gente de Haedong
- Seong Byung-sook como la señora Seong Dae-gam, la representante del pueblo que sabe cuántos panecillos con salsa de soja hay en cada casa del barrio y que es descuidada con el reciclaje. Va de aquí para allá y se entromete en todo, pero en su interior tiene una cálida preocupación por que los habitantes del pueblo vivan bien.[16]
- Choi Chan-ho como el inspector Kim, subordinado de Dae-wook en la comisaría de policía.

## Producción
Familia por elección está basada en la exitosa producción china Go Ahead, que se emitió en su país en 2020 y fue también transmitida en Corea del Sur. Ha sido escrita por Hong Si-young, dirigida por Kim Seung-ho y producida por Hi-Zium Studio, Base Story y SLL.
El 19 de abril de 2023 se anunció como protagonistas de la serie a Hwang In-yeop y Jung Chae-yeon; el 20 de octubre se añadió el nombre de Bae Hyun-sung como tercer coprotagonista. El 13 de diciembre el equipo de producción confirmó a los tres actores, y una semana después anunció el nombre de Seo Ji-hye. El rodaje estaba en curso en marzo de 2024, se completó el 14 de julio y la serie entró en posproducción. Ese mismo mes se publicaron los primeros fotogramas.
El 28 de agosto JTBC lanzó el primer avance de la serie y confirmó la fecha de estreno. El 25 de septiembre lanzó el cuarto avance.

## Audiencia
| Temporada | Temporada | Episodio número | Episodio número | Episodio número | Episodio número | Episodio número | Episodio número | Episodio número | Episodio número | Episodio número | Episodio número | Episodio número | Episodio número | Episodio número | Episodio número | Episodio número | Episodio número | Promedio |
| Temporada | Temporada | 1               | 2               | 3               | 4               | 5               | 6               | 7               | 8               | 9               | 10              | 11              | 12              | 13              | 14              | 15              | 16              | Promedio |
| --------- | --------- | --------------- | --------------- | --------------- | --------------- | --------------- | --------------- | --------------- | --------------- | --------------- | --------------- | --------------- | --------------- | --------------- | --------------- | --------------- | --------------- | -------- |
|           | 1         | 796             | 516             | —               | —               | 500             | 599             | 567             | 615             | 551             | 570             | 603             | 609             | 519             | 545             | 659             | 791             | N/A      |

| Episodio | Fecha de emisión        | Índices de audiencia (Nielsen Korea) | Índices de audiencia (Nielsen Korea) |
| Episodio | Fecha de emisión        | Nacional                             | Seúl                                 |
| --- | ----------------------- | ------------------------------------ | ------------------------------------ |
| 1 | 9 de octubre de 2024    | 2,079 % (8.ª)                        | 2,004 % (6.ª)                        |
| 2 | 9 de octubre de 2024    | 2,242 % (6.ª)                        | 2,318 % (4.ª)                        |
| 3 | 16 de octubre de 2024   | 2,017 % (14.ª)                       | 1,989 % (ND)                         |
| 4 | 16 de octubre de 2024   | 2,147 % (12.ª)                       | 2,020 % (6.ª)                        |
| 5 | 23 de octubre de 2024   | 2,491 % (8.ª)                        | 2,295 % (6.ª)                        |
| 6 | 23 de octubre de 2024   | 2,647 % (5.ª)                        | 2,333 % (4.ª)                        |
| 7 | 30 de octubre de 2024   | 2,987 % (6.ª)                        | 3,049 % (2.ª)                        |
| 8 | 30 de octubre de 2024   | 3,363 % (2.ª)                        | 3,431 % (1.ª)                        |
| 9 | 6 de noviembre de 2024  | 2,894 % (6.ª)                        | 2,597 % (6.ª)                        |
| 10 | 6 de noviembre de 2024  | 3,155 % (3.ª)                        | 2,870 % (3.ª)                        |
| 11 | 13 de noviembre de 2024 | 3,118 % (6.ª)                        | 3,131 % (5.ª)                        |
| 12 | 13 de noviembre de 2024 | 3,135 % (5.ª)                        | 3,284 % (2.ª)                        |
| 13 | 20 de noviembre de 2024 | 2,878 % (9.ª)                        | 3,006 % (5.ª)                        |
| 14 | 20 de noviembre de 2024 | 2,892 % (8.ª)                        | 3,211 % (3.ª)                        |
| 15 | 27 de noviembre de 2024 | 3,448 % (4.ª)                        | 3,752 % (3.ª)                        |
| 16 | 27 de noviembre de 2024 | 3,672 % (3.ª)                        | 3,865 % (2.ª)                        |
| Promedio | Promedio                | 2.823 %                              | — %                                  |
| - En la tabla superior, los números azules representan las calificaciones más bajas y los números rojos representan las más altas. - Esta serie se transmite en un canal de cable/televisión de pago, que normalmente tiene una audiencia menor respecto a las emisoras de televisión públicas/gratuitas (KBS, SBS, MBC y EBS). |                         |                                      |                                      |